# Hudsonia
Hudsonia es un género con siete especies de plantas de flores perteneciente a la familia Cistaceae. 

## Especies seleccionadas
- Hudsonia arborea
- Hudsonia australis
- Hudsonia ericoides
- Hudsonia maritima
- Hudsonia montana
- Hudsonia nuttallii
- Hudsonia tomentosa